# 马拉韦区

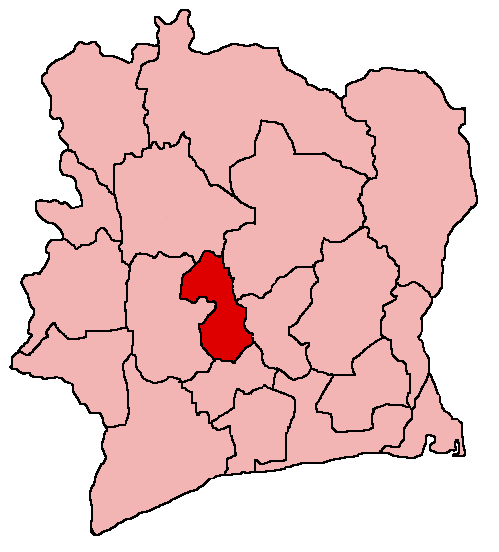
马拉韦区

马拉韦区是科特迪瓦的十九个区之一，首府布瓦夫莱 (Bouaflé)。区名来自马拉韦河。2011年行政区划改革后并入薩桑德拉-馬拉韋區。
区有3个省(départements):
- 布瓦夫莱省 Département de Bouaflé
- 辛夫拉省 Département de Sinfra
- 祖埃努拉省 Département de Zuénoula

面积8,500 平方公里，2000年人口579,800 人。  　 　 